# Vincenzo Bertolini
Vincenzo Bertolini (Canelli, 5 luglio 1818 – Canelli, 27 maggio 1884) è stato un politico e avvocato italiano, deputato del Regno e poi senatore nella XIV legislatura.